# Hemaris thysbe
Hemaris thysbe, tiếng Anh thường gọi là Hummingbird Clearwing, là một loài bướm đêm thuộc họ Sphingidae.

## Sự miêu tả
Nó thường bị nhầm với chim rưồi do nó vẫy cánh nhanh và do màu sắc. Chúng có sải cánh dài 2 inch.

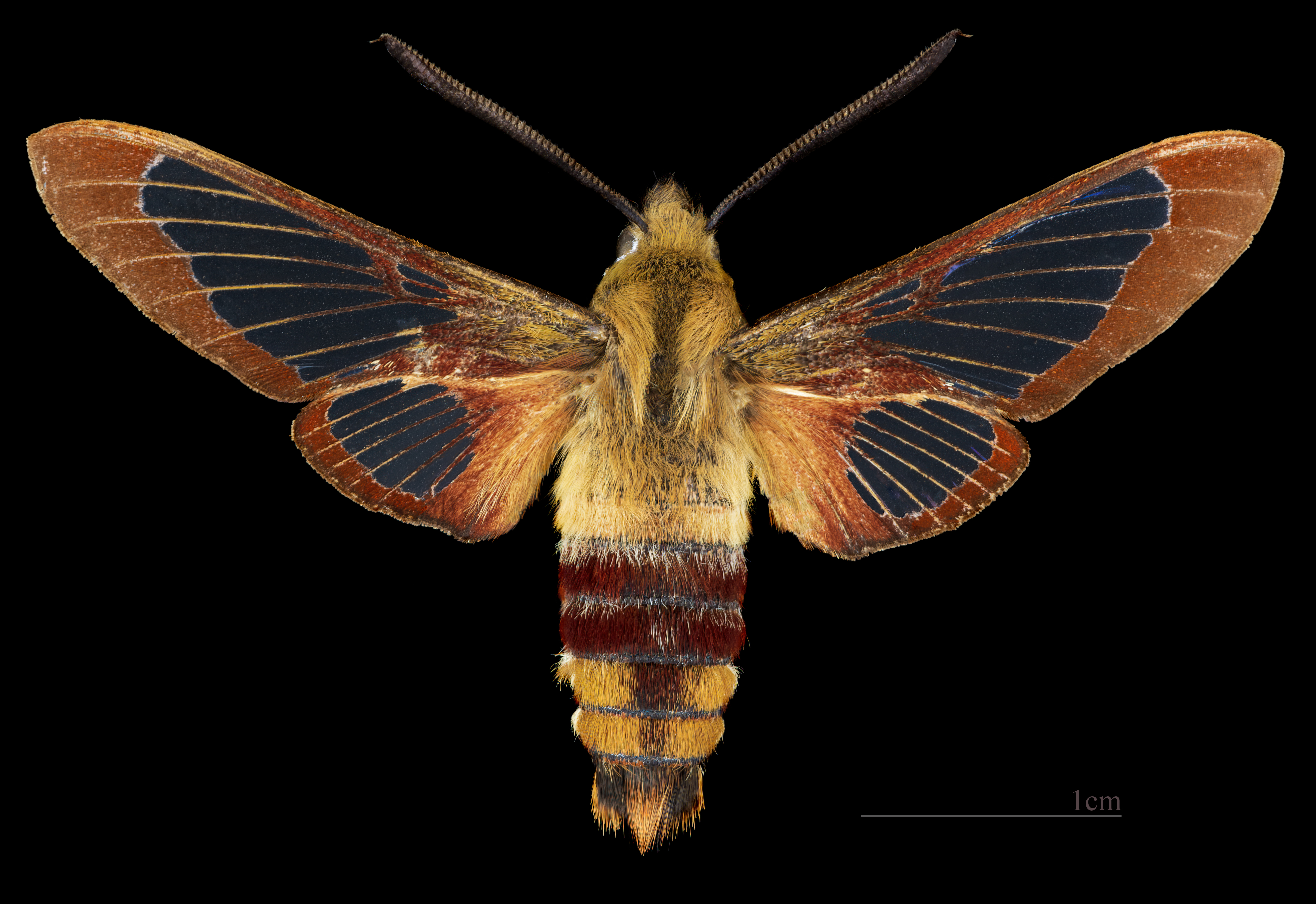
Hemaris thysbe ♂
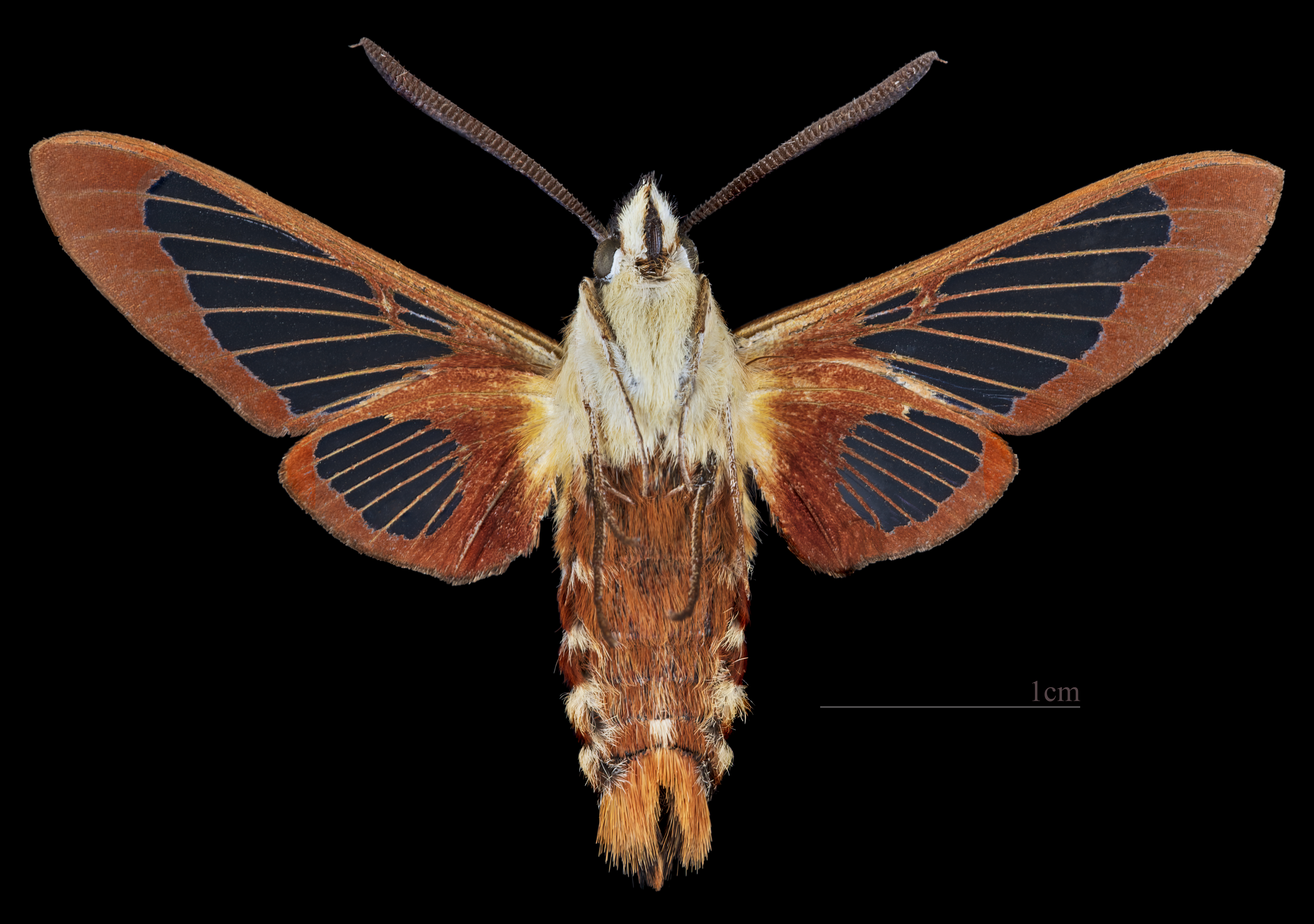
Hemaris thysbe ♂  △
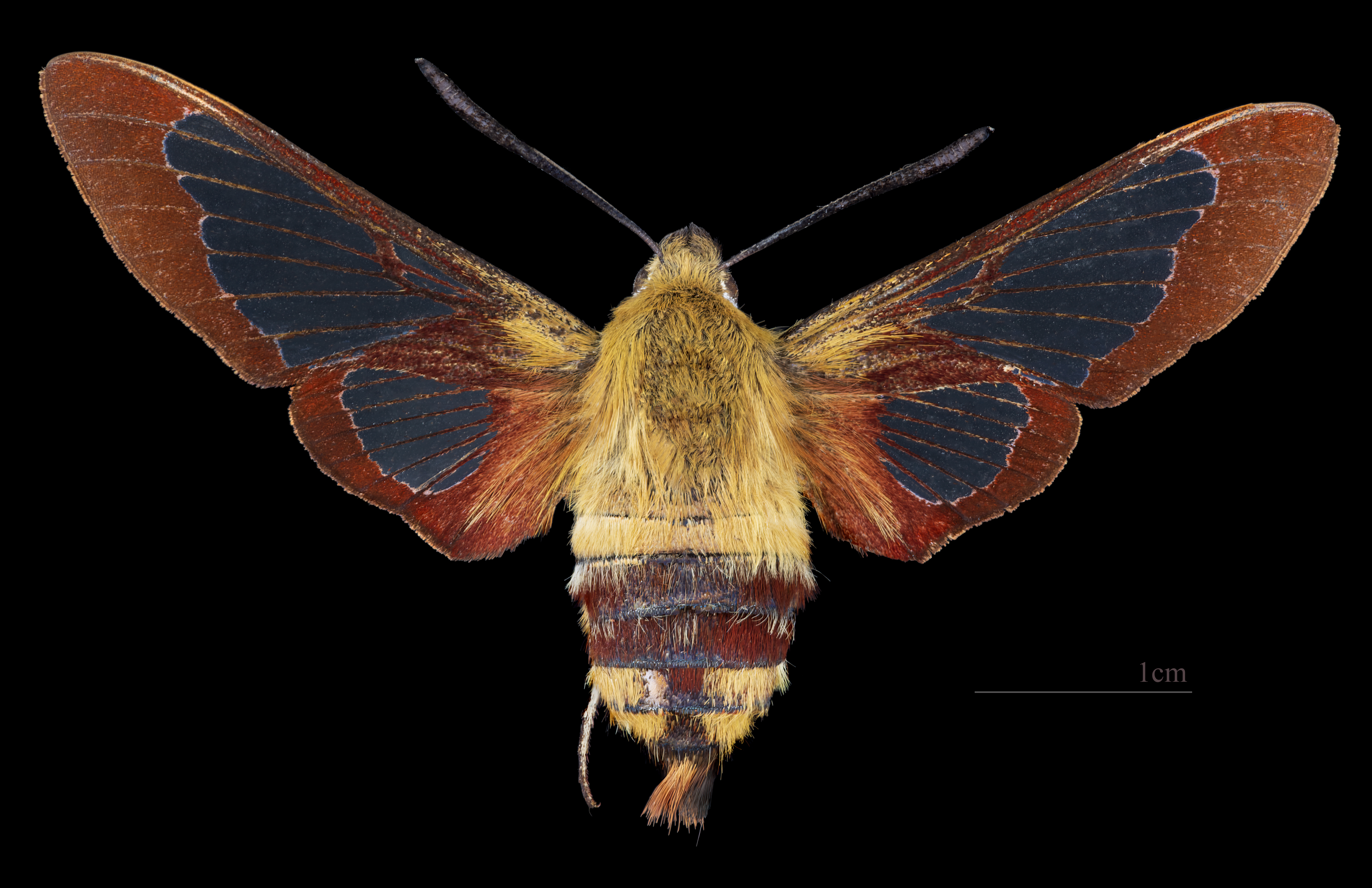
Hemaris thysbe ♀
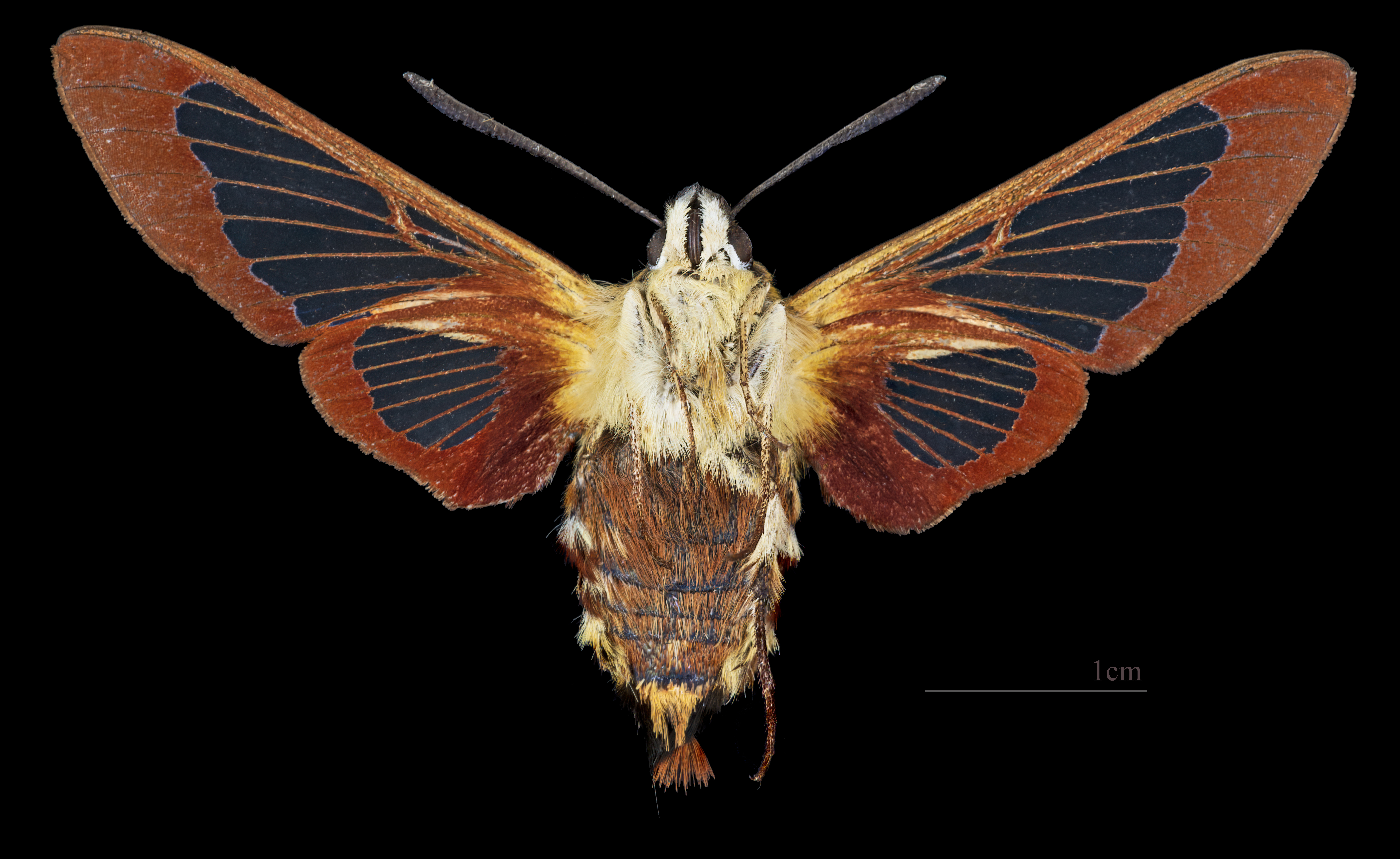
Hemaris thysbe ♀ △

## Hình ảnh

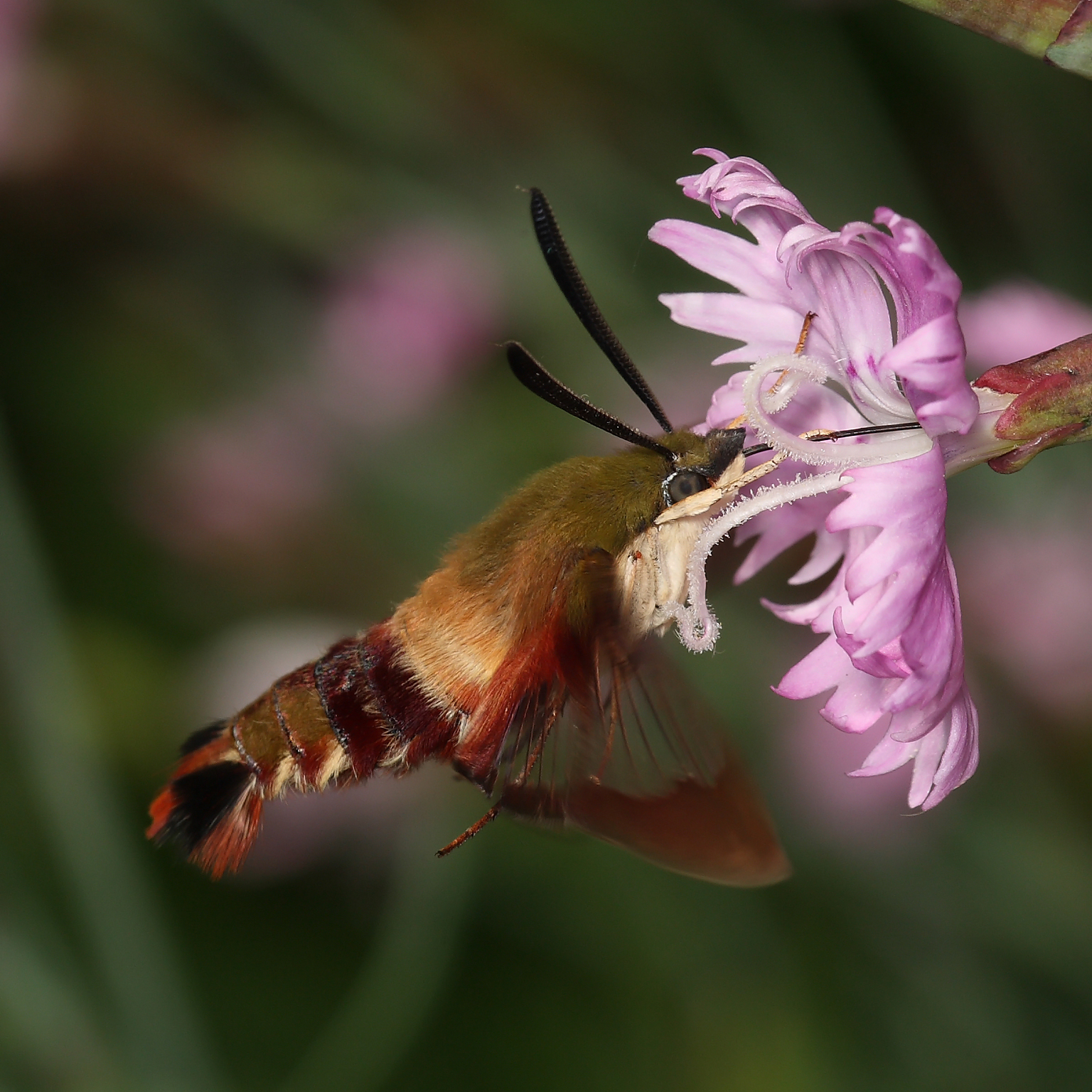
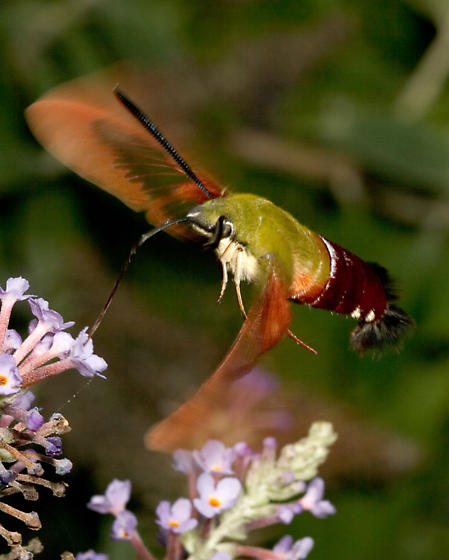